# Chrysanthrax compressus
Chrysanthrax compressus är en tvåvingeart som först beskrevs av Joseph Hannum Painter 1926.  Chrysanthrax compressus ingår i släktet Chrysanthrax och familjen svävflugor.
Artens utbredningsområde är Texas. Inga underarter finns listade i Catalogue of Life.